# ستيفان موتر
ستيفان موتر (بالإنجليزية: Stefan Mutter)‏ ولد بتاريخ 3 أكتوبر 1956 في بازل، هو دراج سويسري سابق في صنف سباق الدراجات على الطريق.

## سجل النتائج

### سباقات أو مراحل فاز بها
- طواف فرنسا
- طواف إيطاليا

## الميداليات
| الميدالية | المسابقة                                    |
| --------- | ------------------------------------------- |
| برونزية   | بطولة العالم لسباق الدراجات على الطريق 1978 |

## وصلات خارجية
- الموقع الرسمي

## روابط خارجية
- ستيفان موتر على موقع أرشيف الدراجات (الإنجليزية)
- ستيفان موتر على موقع إحصائيات الدراجات الإحترافية (الإنجليزية)
- ستيفان موتر على موقع CycleBase (الإنجليزية)